# Meránia
A Merániai Hercegség a Német-római Birodalom hűbéri területe volt 1152-től 1248-ig. A merániai hercegeket a birodalom fejedelmeként ismerték el.
Történelmi tájnév a német Meer („tenger”) szó latinosított középkori változatából, tulajdonképpen „Tengermellék”. Főleg a 11-13. században, a Német-római Birodalomban használták az Adriai-tenger keleti partvidékének arra a hosszú szakaszára, amely az Isztriai-félszigetet és az egykori Dalmáciát (azaz a mai Horvátország tengerparti vidékeit) foglalta magában. Meránia hercegének címe az ezen területek feletti uralkodói jogokra vonatkozott. (A Meránia nevet tévesen a dél-tiroli Meran (olaszul Merano) város nevéből is szokták eredeztetni.)

## A „Meránia hercege” névleges rang története
A Német-római Birodalom az adriai-tenger keleti partvidékéből valójában sohasem birtokolt többet, mint az Isztriai-félszigetet, amelyet a 11. századtól Meráni Őrgrófságnak (Marca Meraniae) neveztek. Ez császári hűbéradományként több egymást követő német-római birodalmi grófi család (Reichsgraf) birtokához tartozott. Dalmácia felett viszont az isztriai őrgrófok sohasem uralkodtak, mivel ez az ország a 12. század elejéig a horvát király birtoka volt, 1105-ben pedig Kálmán magyar király a Magyar Királyság területéhez csatolta. Kálmán király ezután a „Dalmácia hercege” címet adományozta öccsének, Álmosnak, hogy annak hatalomvágyát kielégítse. Álmos herceg azonban hamarosan haddal támadt Kálmán ellen, majd V. Henrik német-római császárhoz menekült segítségért. A segítség fejében Dalmácia birtokáról és a hercegi címéről a császár javára lemondott. 1108-ban a Magyarországra törő V. Henrik vereséget szenvedett Kálmántól, majd békét kötött vele. Az Álmostól kapott dalmáciai hercegi címet azonban megtartotta, és a meráni őrgrófoknak adományozta, azzal a szándékkal, hogy Dalmáciát e cím jogára hivatkozva előbb-utóbb a birodalma részévé tegye.

## Az andechs-merániak
Az Isztria birtokával járó névleges hercegi címet császári adományként több egymást követő német főúri család is viselte. A 13. század első felében például az andechsi bajor grófok kapták meg így a legmagasabb feudális rangnak számító hercegi címet. Az „andechs-meráni hercegek” a kor egyik legnagyobb hatalmú családja lettek és a császári címre is pályáztak. A család kiterjedt házassági kapcsolatokat épített ki Európa uralkodóival, így például Gertrúd meráni hercegnő II. András magyar király felesége lett. 1248-ban az Andechs család örökös nélkül kihalt, bajorországi és isztriai birtokaikat a Wittelsbach bajor hercegi család örökölte, az Isztriai-félsziget pedig hamarosan velencei, illetve Habsburg kézre került.